# Список R&B-альбомов № 1 в США в 2025 году
Список R&B альбомов №1 в США в 2025 году составлен на основе  еженедельного хит-парада лучших альбомов в стилях ритм-энд-блюз и хип-хоп в США 2025 года, публикуемого американским журналом Billboard.
| Дата       | Альбом № 1 недели | Исполнитель | Ссылка |
| ---------- | ----------------- | ----------- | ------ |
| 4 января   | SOS               | SZA         | [ 1 ]  |
| 11 января  | SOS               | SZA         | [ 2 ]  |
| 18 января  | SOS               | SZA         | [ 3 ]  |
| 25 января  | SOS               | SZA         | [ 4 ]  |
| 1 февраля  | SOS               | SZA         | [ 5 ]  |
| 8 февраля  | SOS               | SZA         | [ 6 ]  |
| 15 февраля | Hurry Up Tomorrow | The Weeknd  | [ 7 ]  |
| 22 февраля | SOS               | SZA         | [ 8 ]  |